# مگو ساکوراگاوا
مگو ساکوراگاوا (انگلیسی: Megu Sakuragawa; ۲۴ اکتبر ۱۹۸۸ – ) صداپیشه، و خواننده اهل ژاپن بود. وی از سال ۲۰۰۸ میلادی تاکنون مشغول فعالیت بوده‌است.